# Grote berberisspanner
De grote berberisspanner (Hydria cervinalis, syn. Rheumaptera cervinalis) is een nachtvlinder uit de familie Geometridae, de spanners. De voorvleugellengte bedraagt tussen de 19 en 22 millimeter. Hij overwintert als pop. De soort komt voor in Noord-Afrika, Europa behalve het noorden en het westen van Azië.

## Waardplanten
De grote berberisspanner heeft zuurbes (ook gekweekte) als waardplant.

## Voorkomen in Nederland en België
De grote berberisspanner is in Nederland en België een zeldzame soort, die verspreid over het hele gebied kan worden gezien. De vlinder kent één generatie die vliegt van eind maart tot halverwege augustus.